# Louis Dupic
Louis Dupic, né le 19 novembre 1904 à Lyon et mort le 22 octobre 1974 à Vénissieux, est un homme politique français. Membre du Parti communiste français, il est maire de Vénissieux de 1946 à 1962 et conseiller de la République, puis sénateur du Rhône de 1946 à 1959.

## Biographie

### Origines et profession
Louis Dupic naît le 19 novembre 1904 dans le 2e arrondissement de Lyon. Orphelin de mère en 1906, il est confié à ses grands-parents maternels, puis à un oncle cheminot à Lyon.
Après un apprentissage en usine, il est embauché en tant qu'ajusteur-outilleur chez Berliet, où il se syndique à la CGT à l'occasion des grèves de 1920.

### Parcours politique
Alors qu'il est amené à travailler au Havre en 1922, il participe à une grève pendant laquelle quatre ouvriers sont tués par la police. Il décide alors d'adhérer au Parti communiste en 1923.
Il est formé dans une École centrale du Parti puis est admis au comité exécutif des Jeunesses communistes.
Après les élections municipales de Vénissieux de 1935, il est élu comme conseiller, puis devient premier adjoint du maire. Parallèlement, il est secrétaire de la CGTU des métallurgistes, puis, en 1937, de l'Union locale CGT de Vénissieux. Il s'investit dans le soutien à l'Espagne républicaine et le recrutement pour les Brigades internationales.
Sous le Régime de Vichy, il est interné au fort du Paillet, puis au fort Barraux d'octobre 1939 à  avril 1940. Il sert ensuite dans l'armée jusqu'à l'armistice et est de nouveau arrêté et envoyé dans le camp de Djelfa en Algérie de 1941 jusqu'au 6 mai 1943, date de sa libération. 
De retour en France, il devient maire de Vénissieux à l'issue des élections municipales du 29 avril 1945. Son état de santé l'oblige à abandonner cette fonction en 1962. Il est alors remplacé par Marcel Houël.
Par ailleurs, il est élu au Conseil de la République en 1946, 1948 et 1952.
Il meurt le 22 octobre 1974 à Vénissieux.

## Détail des fonctions et des mandats
- 1935-1939 : conseiller municipal de Vénissieux (premier adjoint au maire)
- 1944- 1962 : maire de Vénissieux

### Mandat parlementaire
- 8 décembre 1946 - 26 avril 1959 : Sénateur du Rhône